# جوناثان دوس سانتوس (لاعب كرة قدم)
جوناثان دوس سانتوس (بالإسبانية: Jonathan David dos Santos Duré)‏ هو لاعب كرة قدم أوروغواياني في مركز الهجوم، ولد في 18 أبريل 1992 في سالتو في الأوروغواي. لعب مع أتليتكو سان لويس.

## وصلات خارجية
- جوناثان دوس سانتوس (لاعب كرة قدم) على موقع قاعدة بيانات كرة القدم.إي يو (الإنجليزية)
- جوناثان دوس سانتوس (لاعب كرة قدم) على موقع Soccerway.com (الإنجليزية)